# ایده‌لو (بیله‌سوار)
ایده‌لو یک منطقهٔ مسکونی در ایران است که در دهستان قشلاق جنوبی واقع شده‌است. براساس سرشماری مرکز آمار ایران در سال ۱۳۹۵، این روستا کمتر از سه خانوار جمعیت داشته‌است.